# Miriam Ferguson
 (septembre 2022).
Si vous disposez d'ouvrages ou d'articles de référence ou si vous connaissez des sites web de qualité traitant du thème abordé ici, merci de compléter l'article en donnant les références utiles à sa vérifiabilité et en les liant à la section « Notes et références ».
Miriam Amanda Wallace « Ma » Ferguson dite Ma Ferguson, née le 13 juin 1875 dans le comté de Bell et morte le 25 juin 1961, est la première femme gouverneur du Texas en 1925. Elle exerce ses fonctions jusqu'en 1927, puis remporte un autre mandat en 1933 et sert jusqu'en 1935.
Elle est la femme de James Edward Ferguson, ancien gouverneur.

## Médias

### Télévision
- The Highwaymen (2019), elle est interprétée par Kathy Bates.